# Eisen(II)-chlorid
Eisen(II)-chlorid (FeCl2) ist eine chemische Verbindung von Eisen(II)- und Chlorid-Ionen. Eisen(II)-chlorid gehört zur Gruppe der Eisenhalogenide. Daneben existiert auch ein kristallwasserhaltiges Eisen(II)-chlorid-Tetrahydrat. Eisen(II)-chlorid-Tetrahydrat ist nicht durch Erhitzen in wasserfreies Eisen(II)-chlorid umzuwandeln, da es sich beim Erhitzen zersetzt und Eisen(II)-oxid bildet.
Unter die Bezeichnung Eisenchlorid fällt auch das Eisen(III)-chlorid (FeCl3).

## Vorkommen
In der Natur kommt Eisen(II)-chlorid in Form des Minerals Rokühnit (Hydrat) vor.

## Gewinnung und Darstellung
Eisen(II)-chlorid kann durch Reduktion von Eisen(III)-chlorid mit Wasserstoff bei 300 bis 350 °C (oberhalb dieser Temperatur tritt leicht die Reduktion zu Eisen ein) dargestellt werden.
{\displaystyle \mathrm {2\ FeCl_{3}+H_{2}\longrightarrow 2\ FeCl_{2}+2\ HCl} }
Eisen(II)-chlorid kann auch durch Reaktion von Eisen mit trockenem Chlorwasserstoffgas hergestellt werden, wobei sich wegen der erforderlichen hohen Temperaturen diese Reaktion weniger empfiehlt.
{\displaystyle \mathrm {Fe+2\;HCl_{(g)}\longrightarrow FeCl_{2}+H_{2}} }
Dagegen kann man wasserfreies Eisen(II)-chlorid nicht durch Auflösen von Eisen in Salzsäure und anschließende Fällung erzeugen. Dabei entsteht das wasserhaltige Eisen(II)-chlorid-Tetrahydrat FeCl2·4 H2O und molekularer Wasserstoff:
{\displaystyle \mathrm {Fe+2\ HCl_{(aq)}\longrightarrow FeCl_{2}\cdot 4\ H_{2}O+H_{2}\uparrow } }
Wird die Synthese jedoch unter einer Stickstoffatmosphäre in Methanol durchgeführt, so lässt sich mit konzentrierter wässriger Salzsäure das Hexamethanol-Solvat herstellen und isolieren, welches dann thermisch zum wasserfreien Chlorid zersetzt wird:
{\displaystyle {\ce {Fe + 2 HCl ->[MeOH][] FeCl2 * 6 MeOH + H2}}}
{\displaystyle {\ce {FeCl2 * 6 MeOH ->[T][] FeCl2 + 6 MeOH}}}
Eine verhältnismäßig einfache Darstellung von wasserfreiem Eisen(II)-chlorid im Labor ist die Umsetzung von Chlorbenzol mit wasserfreiem Eisen(III)-chlorid bei 130 °C:
{\displaystyle {\ce {C6H5Cl + 2 FeCl3 -> C6H4Cl2 + 2 FeCl2 + HCl}}}
Außerdem entsteht es als Nebenprodukt bei der Herstellung von Titandioxid nach dem Chloridverfahren. Beim Beizen von Eisenblechen und -teilen, als vorbereitendem Schritt der Verzinkung, fallen große Mengen an.

## Eigenschaften

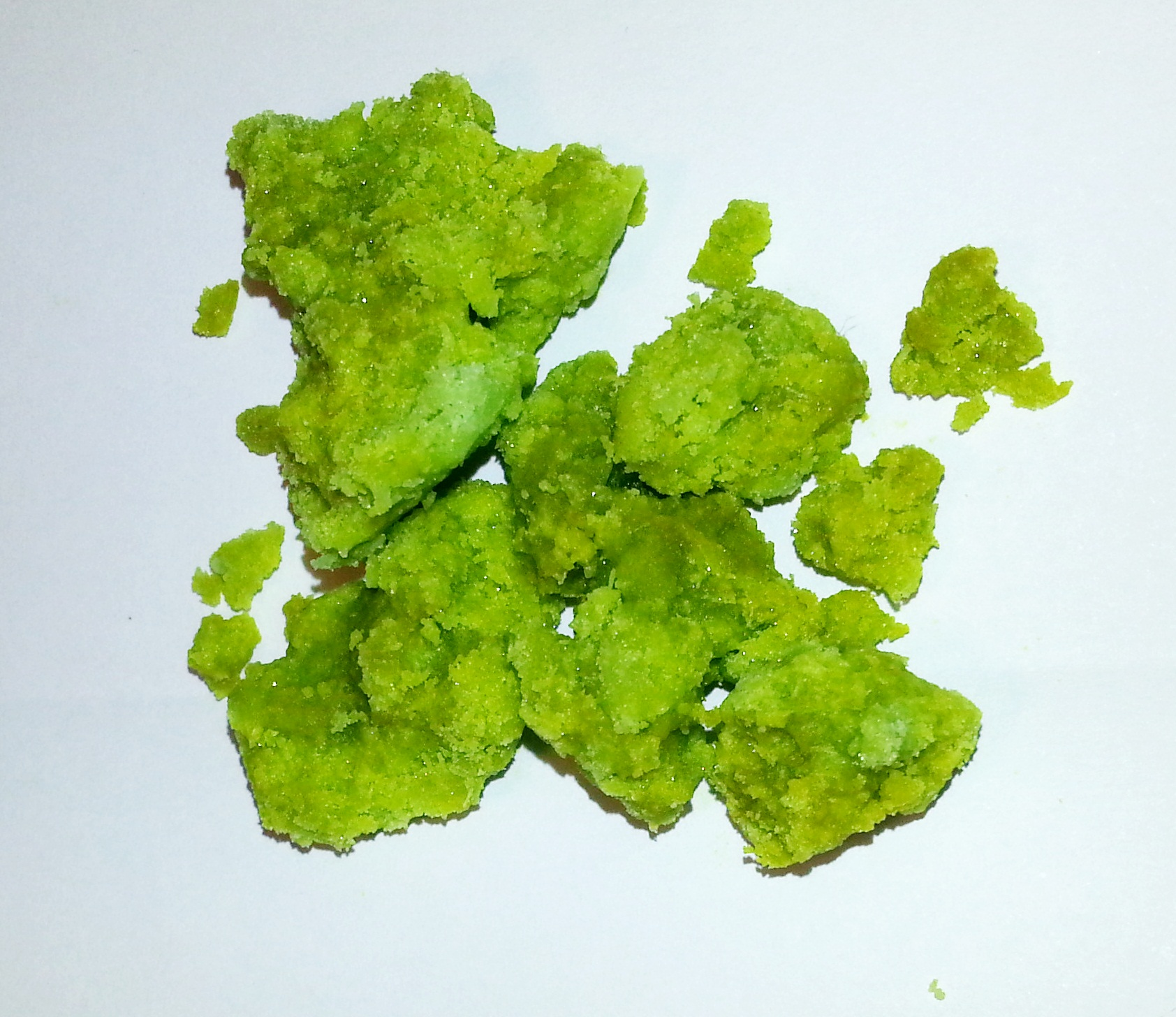
Das grünliche Tetrahydrat des Eisen(II)-chlorids. Die braune Färbung kommt durch den Kontakt mit Luft-Sauerstoff.

Eisen(II)-chlorid ist ein weißes, hygroskopisches Pulver, das im HCl-Strom bei etwa 700 °C sublimiert werden kann. Das Tetrahydrat besitzt in reinem Zustand eine lichtblaue Farbe. Bereits durch eine geringe Oxidation, wird diese grün. Mit fortschreitender Oxidation durch Luftsauerstoff wechselt diese schnell in eine rostig-bräunliche Färbung. In Wasser und in Alkohol sind beide leicht löslich. Eisen(II)-chlorid besitzt eine Kristallstruktur vom Cadmium(II)-chlorid-Typ mit der Raumgruppe R3m (Raumgruppen-Nr. 166) (a = 360,3 pm, c = 1753,6 pm). Das Tetrahydrat kristallisiert monoklin, Raumgruppe P21/c (Nr. 14), Gitterparameter a = 588,5 pm, b = 718 pm, c = 851,4 pm, β = 111,1°. Das Dihydrat kristallisiert ebenfalls monoklin, Raumgruppe C2/m (Nr. 12), Gitterparameter a = 735,5 pm, b = 854,8 pm, c = 363,7 pm, β = 98,18°.

## Verwendung
Im Labor und in der Synthesechemie ist Eisen(II)-chlorid ein wichtiger Ausgangsstoff zur Herstellung von weiteren Eisenverbindungen wie Eisen(III)-chlorid.
Bei der Abwasserreinigung dient es als Fäll- und Flockungsmittel. So verwenden beispielsweise Kläranlagen häufig Eisen(II)-chlorid zur Phosphatelimination, das heißt zur Ausfällung von Phosphaten (Waschmittel- bzw. Spülmittelbestandteile). Beste Ergebnisse werden bei der Simultanfällung erreicht.
Bei langen Abwasserkanalstrecken und Abwasserdruckleitungen kommt es in den wärmeren Jahreszeiten immer wieder zu Geruchsproblemen. Ursache ist die Bildung von Schwefelwasserstoff. Diese Bildung kann mit Eisen(II)-chlorid verhindert werden.
Biogasanlagen haben ebenfalls mit der Bildung von Schwefelwasserstoff zu kämpfen. Hier wird Eisen(II)-chlorid zur Biogasentschwefelung eingesetzt.
Neben der festen Form wird Eisen(II)-chlorid als wässrige Lösung in gummierten Tankwagen oder in Kannen vom Chemiehandel ausgeliefert. 